# 卡洛·埃馬努埃萊四世
薩伏伊的卡洛·埃馬努埃萊四世（義大利語：Carlo Emanuele IV di Savoia；1751年5月24日—1819年10月6日），全名卡洛·埃馬努埃萊·费迪南多·馬里亚（義大利語：Carlo Emanuele Ferdinando Maria），薩丁尼亞王國國王，1796年至1802年在位。薩伏伊王朝第四任國王。他是第三任國王維托里奧·阿梅迪奧三世及其妻子西班牙的瑪麗亞·安東妮婭·費迪南達的長子，第五及第六任國王維托里奧·埃馬努埃萊一世及卡洛·費利切之兄長。作为英格兰、苏格兰、爱尔兰国王查理一世幼女亨里埃塔公主的四世孙，如果不是一百多年前的光荣革命，他应该在1807年成为大不列颠和爱尔兰联合王国国王。因此，他被詹姆斯党视为合法国王。
卡洛·埃馬努埃萊出生於都靈。1775年娶法王路易十六的妹妹克羅蒂爾德。虽然是政治联姻，夫妇俩却真心相爱，但没有诞下子嗣。1796年，在父親維托里奧·阿梅迪奧三世逝世後繼承王位，此前他一直称皮德蒙特亲王。这时撒丁尼亚王国不仅包括撒丁岛，也包括包含整个皮德蒙特在内的大片西北意大利领土。同年，他被迫落實早前其父王與法蘭西第一共和國簽訂的巴黎條約，因而失去在意大利西北的薩伏依公國及尼斯。1798年，法軍攻佔都靈並奪取薩丁尼亞王國所有在意大利半島的土地，薩丁尼亞王國只好退回薩丁尼亞島。第二年，卡洛试图收复皮德蒙特不果。他和王后住在罗马和那不勒斯，成为富有的科隆納家族的宾客。1802年3月2日，愛妻瑪麗·克洛蒂爾德逝世，他因而于同年6月4日退位，因沒有子嗣而遜位給其弟維托里奧·埃馬努埃萊一世，仍保有国王头衔，住在罗马或邻镇弗拉斯卡蒂。
在弗拉斯卡蒂，卡洛成为斯图亚特王朝的最后成员枢机约克公爵亨利·贝内迪克特·斯图亚特的常客。
1807年亨利死后，卡洛成为查理一世的继承人，因而被詹姆斯党认可为英格兰、苏格兰、法兰西、爱尔兰国王查理四世。没有文件证明卡洛曾声称英格兰和苏格兰的王位继承权。
1815年，64岁的卡洛在耶稣会宣誓出家，他从未被授予神父之职，余生都在罗马的耶稣会度过见习期。
1819年10月6日，卡洛在罗马的科隆納宮去世，葬在奎琳岗圣安德肋堂。